# جون ويليام غريني
جون ويليام غريني (بالإنجليزية: John William Greene)‏ هو سياسي بريطاني، ولد في 3 سبتمبر 1876 في كارديف في المملكة المتحدة، وتوفي في 7 أكتوبر 1959 في بريزبان في أستراليا.